# Deutsches Meisterschaftsrudern 1887
Das 6. Deutsche Meisterschaftsrudern wurde 1887 in Frankfurt am Main ausgetragen. Wie in den Jahren zuvor wurde nur im Einer der Männer ein Meister ermittelt. Achilles Wild von der Frankfurter Rudergesellschaft Germania 1869 konnte zum vierten Mal in Folge und zum fünften Mal insgesamt den Meistertitel gewinnen.

## Medaillengewinner
| Bootsklasse | Gold                                         | Silber                            | Bronze                       |
| ----------- | -------------------------------------------- | --------------------------------- | ---------------------------- |
| Einer       | Achilles Wild (Frankfurter RG Germania 1869) | William Robert Patton (Cölner RC) | Jean Bungert (Mannheimer RC) |